# Алла Пугачёва поёт песни Юрия Чернавского
Алла Пугачёва поёт песни Юрия Чернавского — сборник песен советской и российской певицы Аллы Пугачёвой, написанные Юрием Чернавским в период их совместного творчества. Альбом вышел в 2013 году в формате виниловой пластинки. Сборник также является частью антологии творчества Юрия Чернавского.

## История
Период середины 80-х принято считать самым прогрессивным в творчестве Аллы Борисовны Пугачёвой — именно тогда появились на свет её самые большие хиты. В 1985 году тесно сотрудничавшая с композитором Юрием Чернавским исполнила вместе с бэк-вокалистами знаменитой шведской группы «ABBA» песни «Superman» и «Through the Eyes of a Child», впервые занявшие высшие места в западноевропейских хит-парадах. Песню «Superman» в то время исполняли многие западные группы, в том числе группа «The Pink’s» даже назвала свой новый альбом «Superman». В русском варианте (на слова Л. Дербенёва) песня называлась «Робинзон» и быстро завоевала популярность в Советском Союзе. Чернавский заслужил репутацию одного из лучших аранжировщиков и специалистов в области электронной музыки в бывшем СССР, подтверждением чего являются признания Аллы Пугачёвой:
Юра не просто человек-компьютер. В этом он обогнал наше время. Он глубокий музыкант, давший мне импульс на многие годы. Юрий Чернавский — самое значительное в эстрадной музыке явление. 
Песня «Белая дверь» сразу встала в высшие строчки хит-парадов СССР 1980-х. В популярной серии фирмы «Мелодия» — «По Вашим письмам», был выпущен виниловый сингл «Белая дверь» (1985). Композиция «Белая панама» сразу стала невероятно популярна и поднималась в 1986 году на вторую строчку хит-парада рубрики «Звуковая дорожка» в «Московском комсомольце». Песня «Кафе танцующих огней» выходила на альбоме «Алла» (1991). «Сирена» выходила на альбоме «Пришла и говорю» 1987 года (только на аудиокассете). Примечательно, что остальные песни, написанные Чернавским, не вошли ни в один студийный альбом Пугачёвой.

## Об альбоме

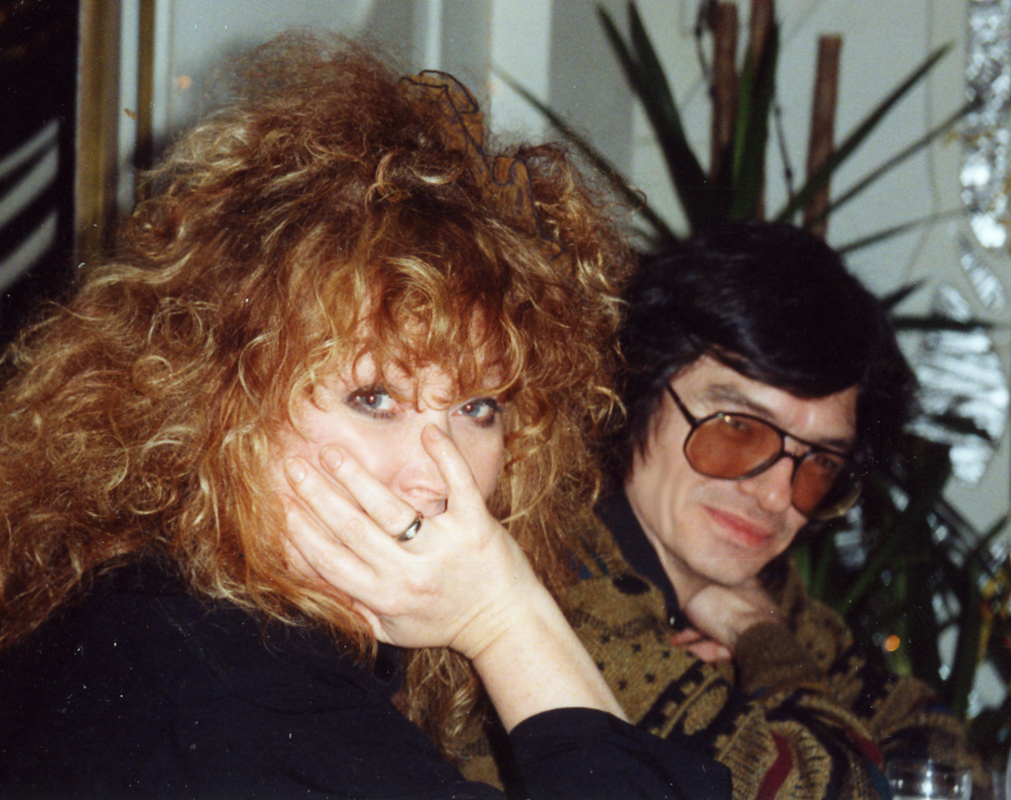
А. Пугачёва и Юрий Чернавский.
Германия, Берлин, 1992

Пластинка собрала в себе все песни Пугачёвой, написанные и записанные для неё композитором Юрием Чернавским, включая ранее неопубликованный на виниле микс «Белой панамы» и неизданную композицию «Я не могу без тебя». Восьмистраничный буклет проиллюстрирован редкими и ранее неопубликованными фотографиями композитора и певицы и включает в себя подробную историю каждой из песен. Специальный мастеринг под винил был выполнен голливудским инженером Дэвидом Доннелли. Аранжировки песен были записаны в домашней студии Юрия Чернавского в период с 1984 по 1989 годы. Запись сольного голоса, бэк-вокала и сведение были произведены на студии Пугачёвой в московском комплексе «Олимпийский».
Альбом является третьей частью антологии творчества Юрия Чернавского: первой частью стало переиздание альбома 1982 года «Банановые острова» (совместная работа с Владимиром Матецким), второй — переиздание альбома «Автоматический комплект»; четвёртым сборником стал «Маргарита. Песни Юрия Чернавского» в исполнении Валерия Леонтьева в период их совместного творчества в 1990—2000-е годы.

## Список композиций
Вся музыка написана Юрием Чернавским.
| №  | Название       | Текст песни     | Длительность |
| -- | -------------- | --------------- | ------------ |
| 1. | «Белая дверь»  | Леонид Дербенёв | 4:41         |
| 2. | «Робинзон»     | Леонид Дербенёв | 4:39         |
| 3. | «Сирена»       | Леонид Дербенёв | 4:01         |
| 4. | «Белая панама» | Леонид Дербенёв | 5:40         |

| №  | Название               | Текст песни                         | Длительность |
| -- | ---------------------- | ----------------------------------- | ------------ |
| 1. | «Кафе танцующих огней» | Юрий Чернавский, Александр Маркевич | 4:58         |
| 2. | «Отражение в воде»     | Леонид Дербенёв                     | 4:12         |
| 3. | «Супермен»             | Ингела Форсман                      | 4:10         |
| 4. | «Я не могу без тебя»   | Юрий Чернавский                     | 5:32         |

## Участники записи
- Поиск фонограмм: Юрий Чернавский, Данил Масловский
- Реставрация фонограмм: George Landress (Hollywood, СА, USA)
- Коррекция фонограмм: George Landress, Юрий Чернавский (Hollywood, СA, USA)
- Мастеринг для LP: David Donnelly/ DNA Mastering Studios (Hollywood, CA, USA)
- Арт-дирекшн/дизайн: Данил Масловский
- Исполнитель: Алла Пугачёва
- Исполнительный продюсер: Данил Масловский
- Продюсер: Юрий Чернавский